# 福岡黃蜂
福岡黃蜂（英語：Avispa Fukuoka）是一支位於福岡縣福岡市的日本甲組（J1）足球聯賽職業足球會，於1982年成立，當時叫“中央防犯足球部”，當時位於静岡縣藤枝市。到1996年加入日本職業足球聯賽。
2005年，球隊在乙組獲得第二名，獲得直接升級的機會。然而，球隊於翌日本職業足球聯賽中僅得第16名，最後於附加賽中不敵神戶勝利船，需降回日本職業足球聯賽乙級。
2017年，球队在J2獲得第四名，並在升格賽中落敗，於2018年賽季留在J2（日本職業足球聯賽乙級）。
2020年，球队在J2获得第二名，升级J1联赛。

## 簡介
前身為1982年創立的「中央防犯足球部」（中央防犯サッカー部）。1994年成為日職聯的準會員，自1996年正式加盟為日職聯成員。球隊名稱「Avispa」是西班牙語「大黃蜂」之意。象徵隊伍的目標是「有著敏捷的紀律、能進行多樣化團隊進攻」。1994年註冊公司名稱為「福岡黃蜂株株式會社」。
主場為東平尾公園博多之森球技場，練習場則為福岡市雁之巢娛樂中心球技場。
由於隊伍選手過少和日程調整問題，於2007年退出了日職聯。但年輕球員仍必須在比賽中累積經驗，因此在九州地區與其他的俱樂部共同舉辦了九州挑戰聯盟。
此外，和福岡的姊妹市——法國波爾多作為主場的波爾多足球俱樂部（法國足球甲級聯賽）進行技術結盟，讓年輕選手能短期出國留學，和該俱樂部教練進行交流。

## 球員名單
2021年2月10日-現在
註釋：國旗表示球員在國際足聯資格規則定義的國家隊。球員可能擁有一個以上非國際足聯國籍。
| 號碼 |        | 位置 | 球員            |
| ---- | ------ | ---- | --------------- |
| 2    | 日本   | 后卫 | 湯澤 聖人       |
| 3    | 瑞典   | 后卫 | 埃米爾·薩隆蒙森 |
| 4    | 西班牙 | 后卫 | 卡洛斯·古铁雷斯 |
| 5    | 日本   | 后卫 | 宮 大樹         |
| 6    | 日本   | 中场 | 前 寛之         |
| 7    | 日本   | 中场 | 重廣 卓也       |
| 8    | 日本   | 中场 | 杉本 太郎       |
| 9    | 西班牙 | 前锋 | 胡安曼·戴加多   |
| 10   | 日本   | 前锋 | 城後 壽         |
| 11   | 日本   | 前锋 | 山岸 祐也       |
| 13   | 日本   | 后卫 | 志知 孝明       |
| 14   | 比利时 | 中场 | 約迪·克鲁克斯   |
| 16   | 日本   | 前锋 | 石津 大介       |
| 17   | 日本   | 前锋 | 渡 大生         |

| 號碼 |      | 位置 | 球員            |
| ---- | ---- | ---- | --------------- |
| 19   | 日本 | 中场 | 田邊 草民       |
| 20   | 日本 | 后卫 | 三國·肯尼迪     |
| 21   | 日本 | 门将 | 山之井 拓己     |
| 22   | 日本 | 后卫 | 輪湖 直樹       |
| 23   | 日本 | 门将 | 杉山 力裕       |
| 24   | 日本 | 后卫 | 桑原 海人       |
| 25   | 日本 | 中场 | 北島 祐二       |
| 27   | 巴西 | 前锋 | 布魯諾·门德斯   |
| 29   | 日本 | 中场 | 吉岡 雅和       |
| 31   | 日本 | 门将 | 村上 昌謙       |
| 33   | 巴西 | 后卫 | 道格拉斯·格羅利 |
| 41   | 日本 | 门将 | 永石 拓海       |
| 44   | 日本 | 中场 | 森山 公弥       |

## 著名球员
- 佩德罗·特罗格里奥
- Sergio Vázquez（英语：Sergio Vázquez）
- David Bisconti（英语：David Bisconti）
- Claudio Biaggio（英语：Claudio Biaggio）
- 乔尔·格里菲斯
- Alvin Ceccoli（英语：Alvin Ceccoli）
- 艾倫·艾維迪
- 丹尼臣·哥度巴
- Nenad Maslovar（英语：Nenad Maslovar）
- 迈克尔·奥比库
- 理查特·巴埃斯
- 胡安·卡洛斯·比利亚马约尔
- Pavel Badea（英语：Pavel Badea）
- 富安健洋
- 元斗才（英语：Won Du-jae）

## 榮譽

### 國內冠軍
- 日本足球聯賽（第二級）：1次
  - 1995年
- 日本聯賽盃：1次
  - 2023年

### 個人榮譽
- J1聯盟
  - 優秀新人賞
    - 2006年 ： 中村北斗
- 日本足球聯賽
  - 最佳十一人
    - 1995年 ： 梅山修、磯田由和、永井篤志、Pedro Antonio、宮村正志、Hugo Hernán Maradona

  - 新人王
    - 1995年 ： 永井篤志

  - 最佳守門員賞
    - 1995年 ： 佐野友昭

### 帽子戲法
|     | 得分數 | 選手名                        | 比賽日                      | 對戰球隊  | 比賽地點 | 得分時間         |
| --- | ------ | ----------------------------- | --------------------------- | --------- | -------- | ---------------- |
| J1  | 3分    | 大衛·比斯孔蒂                 | 2000年11月18日（2nd第13節） | 市原JEF聯 | 市原     | 12分, 44分, 82分 |
| J2  | 3分    | 江口倫司                      | 2002年7月24日（第20節）     | 大阪櫻花  | 博多球   | 19分, 28分, 29分 |
| J2  | 3分    | 宮崎光平                      | 2003年5月31日（第15節）     | 鳥栖砂岩  | 博多球   | 19分, 39分, 80分 |
| J2  | 3分    | 阿歷斯·安東尼奧·迪美路·山度士 | 2007年7月25日（第30節）     | 草津溫泉  | 群馬陸   | 11分, 31分, 34分 |
| JFL | 3分    | 雨果·馬勒當拿                 | 1995年5月7日（第1節）       | 福島FC    | 平和台   | 36分, 55分, 68分 |
| JFL | 3分    | 雨果·馬勒當拿                 | 1995年6月11日（第7節）      | NTT關東   | 平和台   | 15分, 40分, 70分 |

## 應援口號
| 年度      | 口號                                                        | 中文概意                        |
| --------- | ----------------------------------------------------------- | ------------------------------- |
| 1995      | iARRIBA! (上へ向かってさあ行こう)                           | 向上方前進                      |
| 1996-1998 | 沒有口號                                                    |                                 |
| 1999      | MAS ARRIBA! (もっと上を目指そう)                            | 目標要更加向上                  |
| 2000      | iJUNTOS,PODEMOS! (一丸となれば、やれる)                     | 團結一致，我們做得到            |
| 2001      | iMAS JUNTOS,PODEMOS MAS! (もっと一丸となれば、もっとやれる) | 更加團結，做得更多              |
| 2002      | Just in ONE                                                 | 我們都在一起                    |
| 2003      | 新生                                                        | 新生之力                        |
| 2004      | We WILL make it! 成し遂げる!                                | 我們能夠達成                    |
| 2005      | 挑戦 〜Try it again to J1 !                                 | 挑戰～再一次前進J1              |
| 2006      | Climb to the top !                                          | 爬到頂端                        |
| 2007      | SUFFER FOR SUCCESS!                                         | 為成功努力                      |
| 2008      | ココロ粋 !                                                  | 純粹之心                        |
| 2009      | 結心 〜全ての心をひとつに〜                                 | 團結～所有人的心都聚集在一起～  |
| 2010      | 福岡 維心                                                   | 福岡 維持                       |
| 2011      | 福岡力！ 〜Run with the ALL〜                               | 福岡力量！～與所有人一起奔跑～  |
| 2012      | ガムシャラ!! 今年だから出せる力がある。2012福岡ヂカラ       | 在今年釋放力量，2012福岡力量    |
| 2013      | 一燃蜂起 〜2013 福岡ヂカラ〜                                | 燃燒使群蜂而起～2013福岡力量～  |
| 2014      | 協力同心 福岡ヂカラ2014                                     | 同心協力 福岡力量2014           |
| 2015      | 福岡MOVEMENT 鼓動。躍動。感動。                             | 福岡MOVEMENT 鼓動。躍動。感動。 |
| 2016      | 子供たちに夢と感動を！                                      | 帶給孩子們夢想與感動！          |

## 旗下組織

### 青年隊
- 福岡黃蜂U-18
- 福岡黃蜂U-15
- 福岡黃蜂U-14
- 福岡黃蜂U-13

### 榮譽
U-18
- 高圓宮杯U-18足球聯盟 九州Prince Jeague：2010年

U-15
- 九州青年(U-15)足球聯盟：2010年、2011年

## 球衣

### 隊伍顏色
直到2003年為止，主場球衣為銀色，客場球衣為海軍藍。
2004年開始，根據球迷的問卷調查，將主場球衣更改為海軍藍、客場球衣更改為銀色。而後客場球衣又從銀色變為白色。

### 球衣贊助商
| 掲出位置 | 贊助商名         | 標識            | 掲出年      | 備註 |
| -------- | ---------------- | --------------- | ----------- | ---- |
| 胸前     | 福岡地所         | 福岡地所        | 2015年-     |      |
| 背中     | ブロードマインド | Broad-mined     | 2014年-     |      |
| 袖口     | ふくや           | 博多中洲 ふくや | 2011年7月 - |      |
| 褲子     | エモテント       | 伊都きんぐ      | 2014年 -    |      |

## 媒體
（註：以下為日本時間）

### 電視節目
- 瞬感スポーツ (RKB每日放送、周五 23時55分 - 24時15分)
- VIVA!SPORTAS (TVQ九州放送、周六 18時30分 - 19時00分)
- 夢空間スポーツ (福岡放送、周日 16時55分 - 17時25分)
- もっと!あみ〜ご!アビスパ (J:COM福岡)
- アビスパッと!TV (西日本電視台、周六25時35分 - 25時40分)

### 廣播
- バモス!アビスパ (FREE WAVE、周四 19時00分 - 19時30分)
- NOBUKAWA SPORTS (CROSS FM、周五 20時00分 - 23時00分)
- オーレ!アビスパ (RKB每日放送、周六 6時00分 - 6時20分)

## 外部連結
- （日語） 官方網站 （页面存档备份，存于）
- （日語） 官方Facebook （页面存档备份，存于）
- （日語） 官方Twitter （页面存档备份，存于） (@AvispaF)
- （日語） 官方Instagram （页面存档备份，存于） (avispaf)